# إبريوم (وزير إبلا)
إبريوم أو إيبريوم هو وزير في مملكة إيبلا في عهد الملك إركاب دامو وخليفته إسار دامو.
وثق إبريوم الحملة العسكرية ضد مدينة أبرسال في عهد الوزير أروكوم، تولى المنصب بعد الوزير أروكوم في العامين الأخيرين من عهد الملك إركاب-دامو، حيث شهد ذلك العصر صعود نجم الوزير إبريوم، الذي احتفظ بمنصبه في عهد الملك إسار دامو، وكان قد استمر بالمنصب حوالي 20 عاماً وخلفه ابنه إبي-سيپيش ، وبالتالي أنشأ أسرة موازية من الوزراء بجوار العائلة المالكة.
شن إبريوم حربًا على مملكة أرمي في عامه التاسع كوزير، وتشير نصوص إبلا إلى أن المعركة وقعت بالقرب من بلدة تسمى باتين (والتي من المحتمل أن تكون موجودة في شمال شرق حلب)، وأن رسولًا وصل إلى إيبلا مع أنباء عن هزيمة أرمي. كما إنه قد قاد العديد من الحملات ضد الدويلات المتمردة التابعة لمملكة إبلا، وأبرم معاهدة سلام وتجارة مع أبرسال. كانت علاقات مملكة إيبلا مع الدول والمدن المعاصرة لها تتفاوت ما بين عقد التحالفات والمعاهدات وشن الحروب، وقد عمد ملوك إبلا إلى الزواج السياسي لتعزيز علاقات الصداقة مع الملوك والحكام الآخرين. ومن أجل ذلك قام إبريوم بتزويج إحدى بناته من ملك إيمار.
التنقيبات الأثرية التي أجريت في مدينة إبلا التاريخية السورية عام 1964 أكتشف لوح طيني فيه ختم يشير إلى الملك توديا على معاهدة تجارية مع «إبريوم» وزير الملك «ايشار-دامو» ملك إيبلا.

## الهوامش
1. 1 2  ماريو ليفراني. الشرق الأدنى القديم: التاريخ والمجتمع والاقتصاد. ص. 207. مؤرشف من الأصل في 2017-10-17.
2. ↑  جوان أروز ، رونالد والينفيلز (2003). فن المدن الأولى: الألفية الثالثة ب.م. ص. 462. مؤرشف من الأصل في 2018-12-20.
3. ↑  ستيفن س. نيف (2014). العدالة بين الأمم. ص. 14. مؤرشف من الأصل في 2017-10-10.